# Barschalken
Unter Barschalken (auch als  Parscalk, Freileute oder lat. barscalco bezeichnet, in den Gebieten Norddeutschlands Liten) verstand man in der Karolingerzeit und noch im 10. und 11. Jahrhundert minder- oder halbfreie Personen, die zwar persönlich frei (rechts- und vermögensfähig), aber dienst- und zinspflichtig sowie an die Scholle gebunden und ohne politische Rechte waren. Der Name leitet sich vermutlich von dem althochdeutschen scalch (= Knecht, Sklave) und von Bar (= frei, bloß) ab.
Barschalken waren sozial zwischen den Freien und den Unfreien angesiedelt. Sie konnten mit der Hufe, auf der sie saßen, veräußert werden. Ein sozialer Aufstieg vom Unfreien zum Freigelassenen und zum Befreiten und in der nächsten Generation zum Barschalken war über drei Generationen möglich.
Die Bezeichnung findet sich in den Gebieten Altbayerns und in den angrenzenden Bereichen Österreichs. Die Barschalken nahmen eine ähnliche Stellung wie die römischen Colonen oder Bauleute ein, bisweilen werden deshalb in den Barschalken auch Reste der romanischen Bevölkerung gesehen.
Diese Bezeichnung war auch in verschiedenen Ortsnamen enthalten (z. B. Parscalchisdorf, Parscalchisriet, Parscalchishouba), heute erinnert noch der Münchener Stadtbezirk Freimann an diese Bevölkerungsgruppe, ebenso der Ortsteil Parschallen von Nußdorf am Attersee. Auch der Familienname Parschalk ist auf dieselbe Etymologie zurückzuführen.